# Олимпийский музей (Сеул)

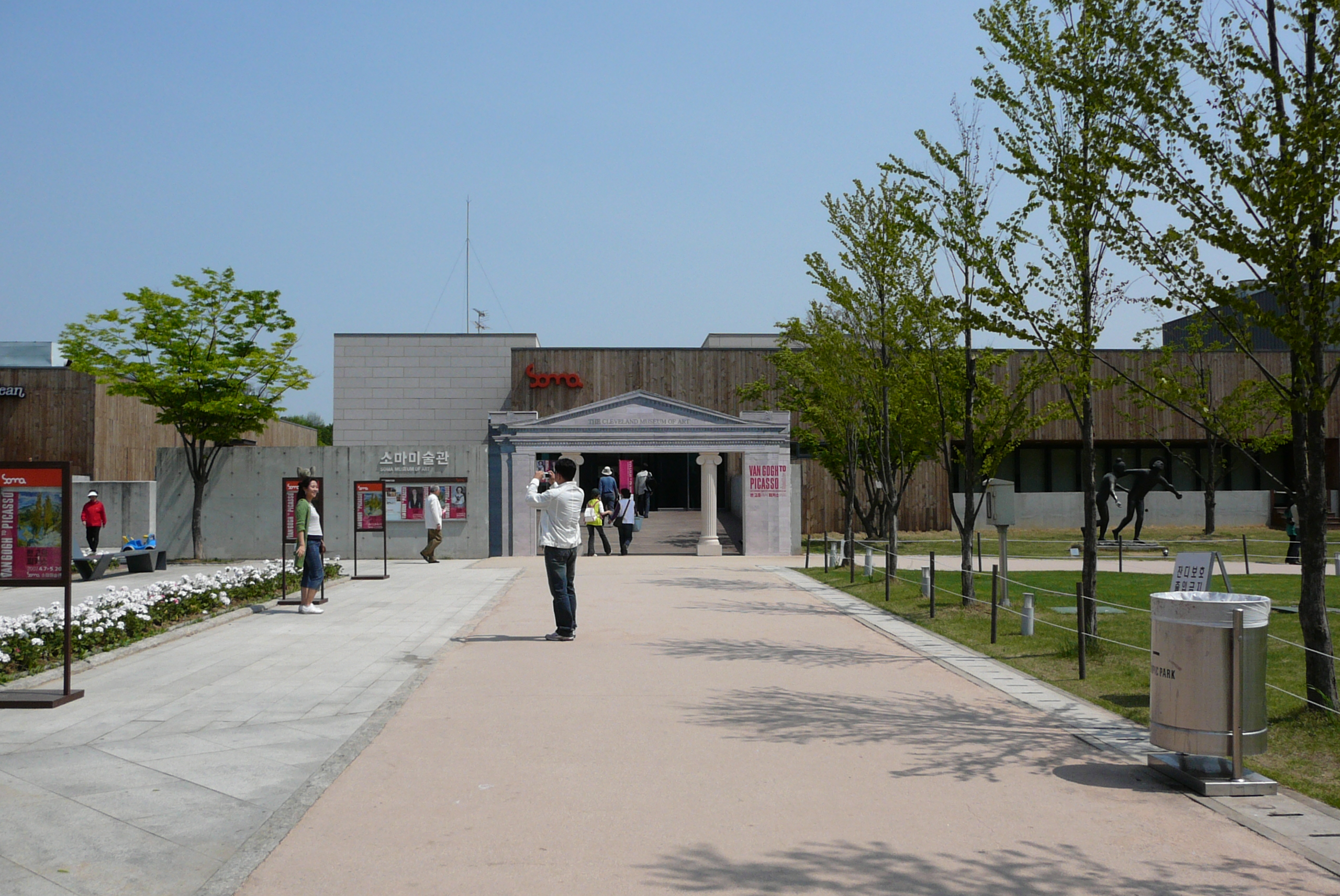
Вход в музей

Сеульский Олимпийский музей — музей, посвящённый Олимпийским играм 1988 в Сеуле, Южная Корея. Основан в 1990 году.
Музей расположен на окраине Олимпийского комплекса в Сеульском парке, слева от главной площади. Музей посвящён Олимпийским играм, их основанию и становлению. Первый зал, справа от входа, украшает стена, на которой размещены несколько интересных экспонатов, интерактивные экспонаты и другие достопримечательности на такие темы, как личность барона Пьера де Кубертена, который предпринял попытку возродить Олимпиаду для восстановления сокрушённого боевого духа французской молодёжи в свете унизительного поражения в войне с пруссами.
Поднимаясь в прихожую вверх по лестнице, можно увидеть Дворец Гармонии в первом же зале слева. Своё название выставка получила от девиза Олимпийских игр в Сеуле, эта комната демонстрирует экспонаты, подробно рассказывающие о путешествии эстафеты с факелом. Визитной карточкой музея можно назвать модель главного стадиона. В специальной комнате можно посмотреть видеозапись церемонии открытия и отдельные записи соревнований по двадцати семи видам спорта. Хотя самой яркой в комнате, несомненно, является модернистская, изгибчатая надпись двухметровыми буквами с неоновой подсветкой «1988 Олимпийские игры в Сеуле».
Наименее популярный из залов, Дворец Процветания, является на самом деле не более чем примером самовосхваления. Есть несколько интересных экспонатов, а именно: вымпелы, значки и монеты в центре комнаты, но их затмили гигантские лозунги, такие как «Олимпийские игры передовых технологий», «Олимпиада безопасности» «Олимпиада культуры» и «Удачная Олимпиада». Туристы часто обделяют этот зал своим вниманием.
Внизу справа находится сувенирный магазин.